# 上海南市自治委員会

上海南市自治委員会
上海南市自治委員會

上海南市自治委員会（シャンハイなんしじちいいんかい）は、1938年に上海市南市区に設立された自治政府。同年、各地に誕生した自治政府統制の必要が生じ、中華民国維新政府へ吸収された。

## 政策
生徒約70名の南市自治委員會立宣化第一小学校を開校し、日本語教育を行った。